# James Herrick
Pour les articles homonymes, voir Herrick.
James Herrick (1861-1954) est le médecin qui a fait la première description médicale de la drépanocytose en examinant un étudiant noir âgé de 20 ans, hospitalisé pour toux et fièvre en 1904.

## Biographie
Herrick est né à Oak Park, Illinois, ses parents étaient Origen White Herrick et Dora Kettlestrings Herrick. Il étudia à Oak Park and River Forest High School puis à Rock River Seminary. Il reçoit un Baccalauréat universitaire de l'université du Michigan en 1882, après quoi il a enseigné à Peoria et à Oak Park.
Herrick épousa Zellah P Davies d'Oak Park. Après plusieurs années d'enseignement dans les écoles publiques il entre au Rush Medical College, et reçoit un diplôme médical en 1888. Il est interne à Cook County Hospital, puis il ouvre un cabinet privé près de Chicago. Il enseigne également à temps partiel au Rush College, il était déclaré en tant que professeur à temps complet de 1900 à 1927. Il faisait également partie de l'équipe du Presbyterian Hospital à Chicago de 1895 à 1945[source insuffisante].

## Découvertes médicales
Herrick étudie et enseigne dans plusieurs hôpitaux de Chicago. Sa première découverte, en 1904, fut la découverte de cellules de sang rouge en forme de faucille dans le sang d'un étudiant en médecine à la Grenade. La description de Herrick de la maladie de l'étudiant était connue pendant de nombreuses années sous le nom du Syndrome d'Herrick, elle est maintenant connue sous le nom de drépanocytose. Cette maladie est très présente en Afrique de l'ouest.
La seconde découverte majeure d'Herrick était un article historique sur l'infarctus du myocarde (en anglais : heart attack) dans le Journal of the American Medical Association en 1912. Il proposa l'hypothèse que le thrombosis dans l'artère coronaire conduit à des symptômes et des anomalies de crises cardiaques et que ce n'était pas forcément fatal. Alors qu'Herrick n'était pas le premier à proposer cette hypothèse, son article était le plus influent, cependant il reçut une attention limitée. En 1918 il fut le premier à encourager l'électrocardiographie dans le diagnostic de l'infarctus du myocarde.
Herrick n'est pas associé à la génétique, mais ses découvertes ont révélé des maladies d'origine génétique, sa contribution a aidé d'autres chercheurs dans les recherches sur les maladies génétiques.

## Livres
- A Handbook of Medical Diagnosis for Students, 1895, 435 pages
- James Bryan Herrick - an appreciation - a compilation of Herrick papers, edited by William W. Holmes. Published in 1935 (LCCN 36014236) LC: R154.H38H6[6]

## Récompenses
Herrick était président de plusieurs associations médicales, dont la Chicago Pathological Society, la Chicago Society of Internal Medicine, l'Association of American Physicians, l'American Heart Association, l'Institute of Medicine et la Society of Medical History.
Herrick reçut un diplôme honorifique (Master en Arts) de l'université du Michigan en 1907 ainsi qu'un doctorat en Loi[Quoi ?] en 1932.
Herrick reçut la médaille George H. Kober de l'Association of American Physicians en 1930.
Herrick reçut la croix du service distingué de l'Association médicale américaine en 1939.
Herrick voyagea plusieurs fois en Europe pour améliorer son formation médicale. Il participa activement au Club de littérature de Chicago pendant toute sa vie. Il était un lecteur assidu de Geoffrey Chaucer.
Ses papiers furent donnés au Rush Medical College après sa mort. Une partie fut aussi donné à l'université de Chicago avant sa mort.

### Articles d'Herrick
- Herrick JB, « Peculiar elongated and sickle-shaped red blood corpuscles in a case of severe anemia », Archives of Internal Medicine, vol. 6, no 5,‎ 1910, p. 517–21 (DOI 10.1001/archinte.1910.00050330050003, lire en ligne)
- Herrick JB, « Landmark article (JAMA 1912). Clinical features of sudden obstruction of the coronary arteries. By James B. Herrick », JAMA, vol. 250, no 13,‎ octobre 1983, p. 1757–65 (PMID 6350634, DOI 10.1001/jama.250.13.1757)
- Herrick JB, « Concerning thrombosis of the coronary arteries », Transactions of the Association of American Physicians, vol. 33,‎ 1918, p. 408–15

### À propos d'Herrick
- Hammerschmidt DE, « About the cover illustration: James Herrick and the description of sickle-cell disease », Journal of Laboratory and Clinical Medicine, vol. 139, no 2,‎ 2002, p. 126 (PMID 11926226)
- Cheng TO, « James Herrick, sickle cell disease, and the thrombogenic theory of myocardial infarction », The Journal of Laboratory and Clinical Medicine, vol. 140, no 2,‎ août 2002, p. 126 (PMID 12228769, DOI 10.1067/mlc.2002.125906)
- Hammerschmidt DE, « James Herrick and the description of sickle-cell disease », The Journal of Laboratory and Clinical Medicine, vol. 139, no 2,‎ février 2002, p. 126 (PMID 11926226)
- Haller JO, Berdon WE, Franke H, « Sickle cell anemia: the legacy of the patient (Walter Clement Noel), the interne (Ernest Irons), and the attending physician (James Herrick) and the facts of its discovery », Pediatric Radiology, vol. 31, no 12,‎ décembre 2001, p. 889–90 (PMID 11727028, DOI 10.1007/s002470100014)
- James TN, « Homage to James B. Herrick: a contemporary look at myocardial infarction and at sickle-cell heart disease: the 32nd Annual Herrick Lecture of the Council on Clinical Cardiology of the American Heart Association », Circulation, vol. 101, no 15,‎ 18 avril 2000, p. 1874–87 (PMID 10769291, DOI 10.1161/01.cir.101.15.1874, lire en ligne)
- Acierno LJ, Worrell LT, « James Bryan Herrick », Clinical Cardiology, vol. 23, no 3,‎ mars 2000, p. 230–2 (PMID 10761818, DOI 10.1002/clc.4960230322)
- Ramanan SV, « James Bryan Herrick: a man of intellectual muscle », Connecticut Medicine, vol. 62, no 10,‎ octobre 1998, p. 601–4 (PMID 9821724)
- Willerson JT, « James B. Herrick Memorial Lecture », Circulation, vol. 89, no 4,‎ 1er avril 1994, p. 1875–81 (PMID 8149552, DOI 10.1161/01.cir.89.4.1875, lire en ligne)
- Sobel BE, « The structure of cardiological revolutions. James B. Herrick Lecture », Circulation, vol. 87, no 6,‎ 1er juin 1993, p. 2047–54 (PMID 8504520, DOI 10.1161/01.cir.87.6.2047, lire en ligne)
- (sv) Hakulinen E, « The man behind the syndrome. James B Herrick: the discoverer of sickle cell anemia. His first case report received scant interest--only in the 1950s was the role of "moon-crescent" shape considered », Läkartidningen, vol. 87, no 13,‎ mars 1990, p. 1061–2 (PMID 2181218)
- Breathnach CS, « Biographical sketches--53. Herrick », Irish Medical Journal, vol. 78, no 6,‎ juin 1985, p. 173 (PMID 3891680)
- Herrick JB, « Landmark article (JAMA 1912). Clinical features of sudden obstruction of the coronary arteries. By James B. Herrick », JAMA, vol. 250, no 13,‎ octobre 1983, p. 1757–65 (PMID 6350634, DOI 10.1001/jama.250.13.1757)
- Ross RS, « A parlous state of storm and stress. The life and times of James B. Herrick », Circulation, vol. 67, no 5,‎ 1er mai 1983, p. 955–9 (PMID 6339113, DOI 10.1161/01.CIR.67.5.955, lire en ligne)
- Rhoads PS, « James B. Herrick, M.D. Born August 11, 1861--Died March 7, 1954 », The Proceedings of the Institute of Medicine of Chicago, vol. 35, no 1,‎ 1982, p. 3–6 (PMID 7043453)
- Harvey AM, « Classics for clinical science: from horse and buggy doctor to clinical investigator: the story of James Bryan Herrick », The American Journal of Medicine, vol. 68, no 5,‎ mai 1980, p. 639–41 (PMID 6990757, DOI 10.1016/0002-9343(80)90242-9)
- Burchell HB, « The relevance of irrelevance. Remarks on receiving the James B. Herrick Award, American Heart Association », Circulation, vol. 47, no 3 Suppl,‎ mars 1973, I1–6 (PMID 4571061, DOI 10.1161/01.CIR.47.3S1.I-1)
- « JAMES B. HERRICK (1861-1954) », JAMA, vol. 186,‎ novembre 1963, p. 722–3 (PMID 14053375, DOI 10.1001/jama.1963.03710070124018)
- Siegel R, « The man who discovered coronary thrombosis; James Brain Herrick, 1861-1954 », The Journal of the Medical Society of New Jersey, vol. 55, no 5,‎ mai 1958, p. 201–4 (PMID 13525932)
- Irons EE, « James Bryan Herrick, 1861-1954 », Transactions of the Association of American Physicians, vol. 67,‎ 1954, p. 15–9 (PMID 13216803)